# Dillenius’ Sauerklee
Dillenius-Sauerklee (Oxalis dillenii) ist eine Pflanzenart aus der Gattung Sauerklee (Oxalis) innerhalb der Familie der Sauerkleegewächse (Oxalidaceae). Die ursprüngliche Heimat liegt in Nordamerika und sie ist in vielen Teilen der Welt ein Neophyt.

## Beschreibung

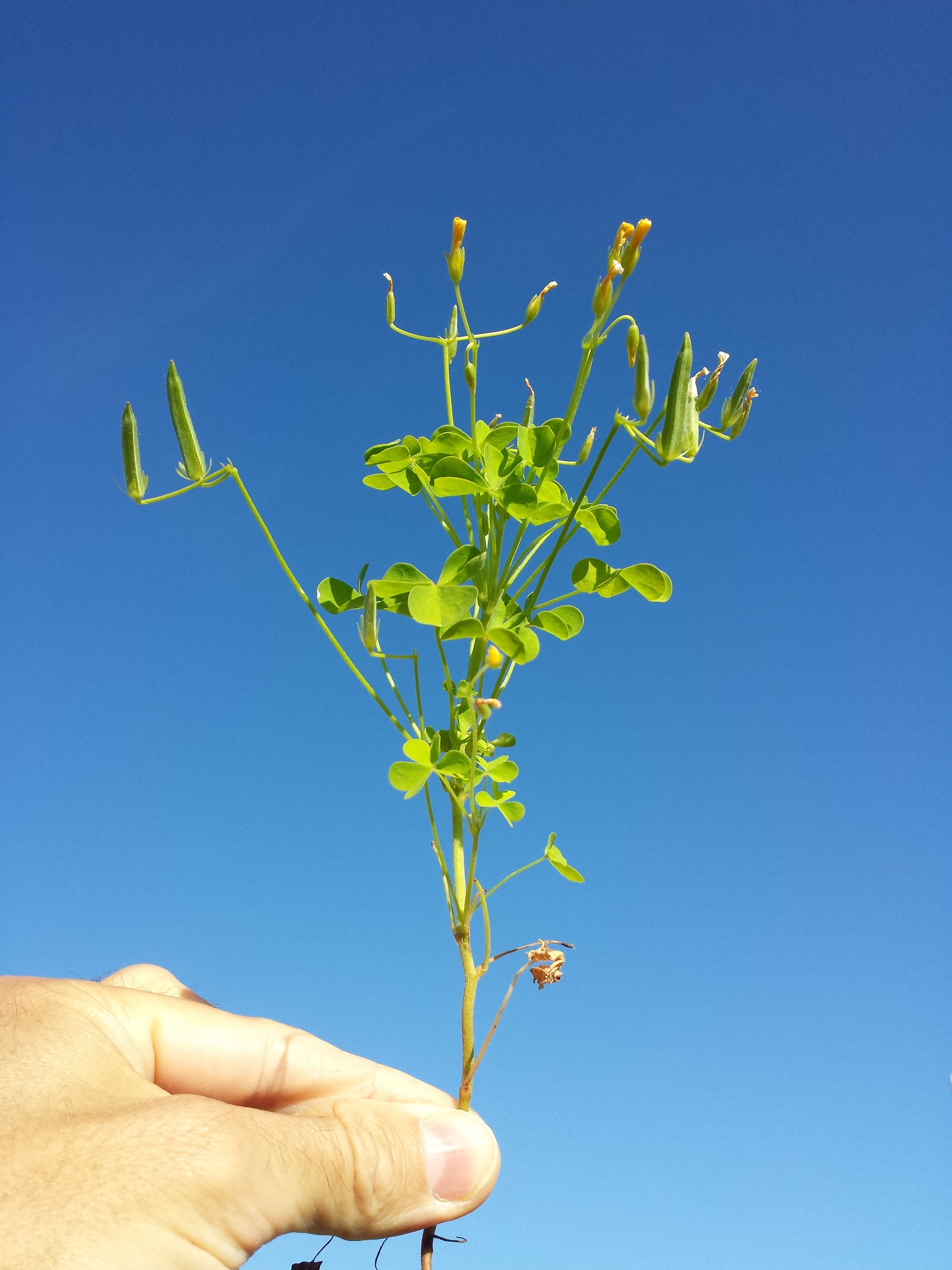
Habitus, die Fruchtstiele sind meist zurückgeschlagen.

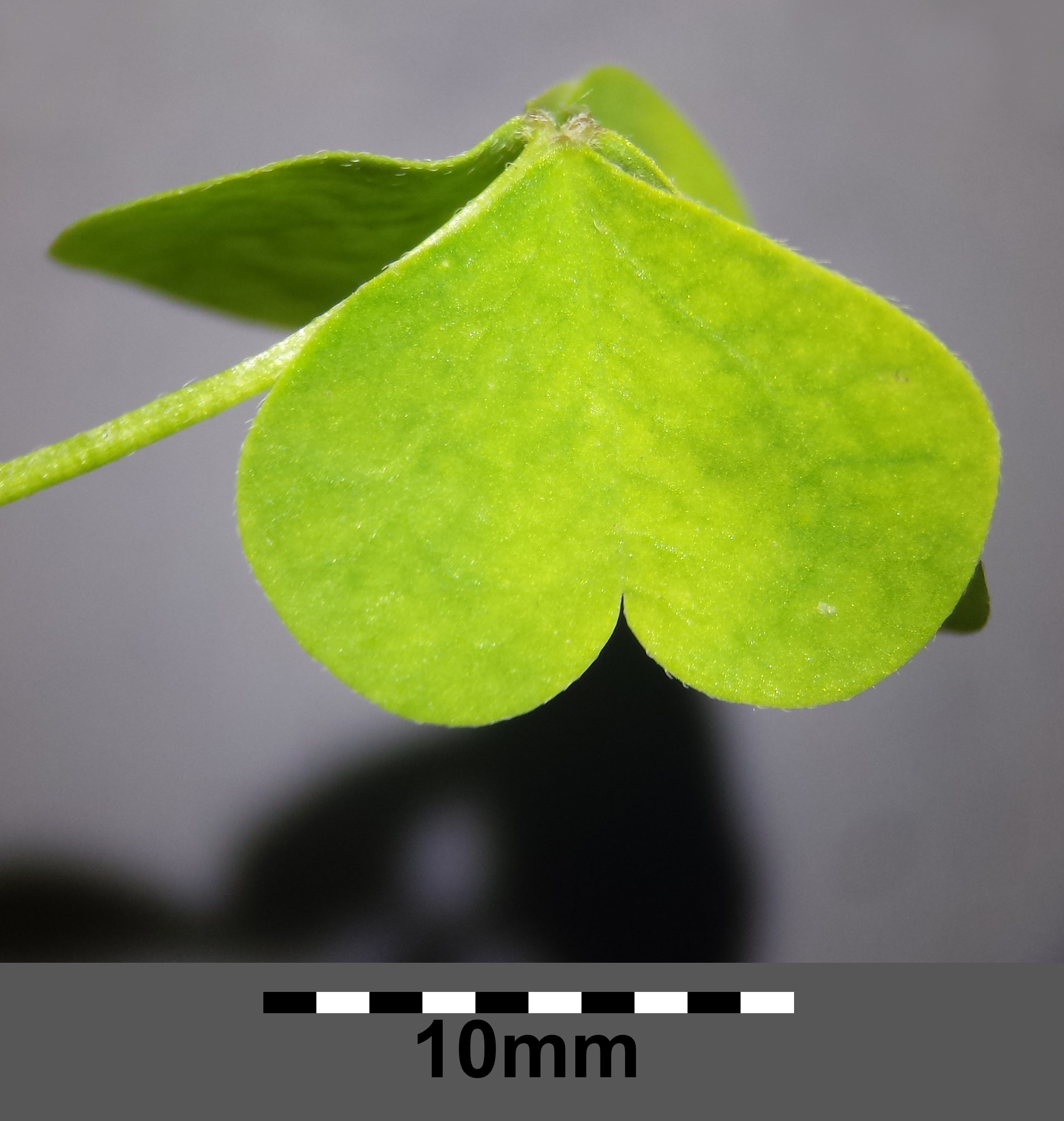
Die Blättchen der Laubblätter sind zu 17–25 % ihrer Länge zweilappig.

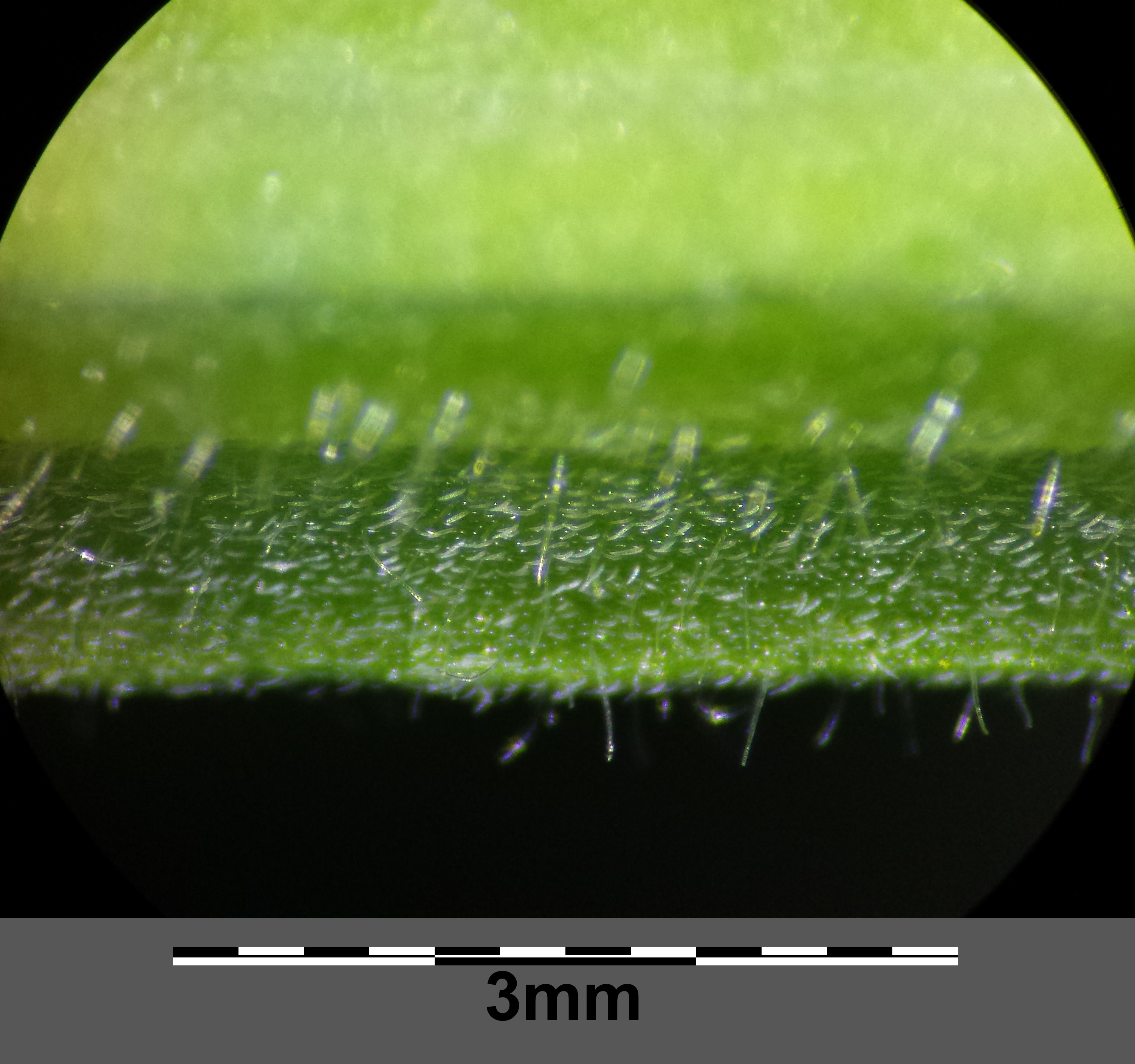
Die Früchte weisen längere abstehende und kürzere abwärts (im Bild nach links) gerichtete Haare auf.

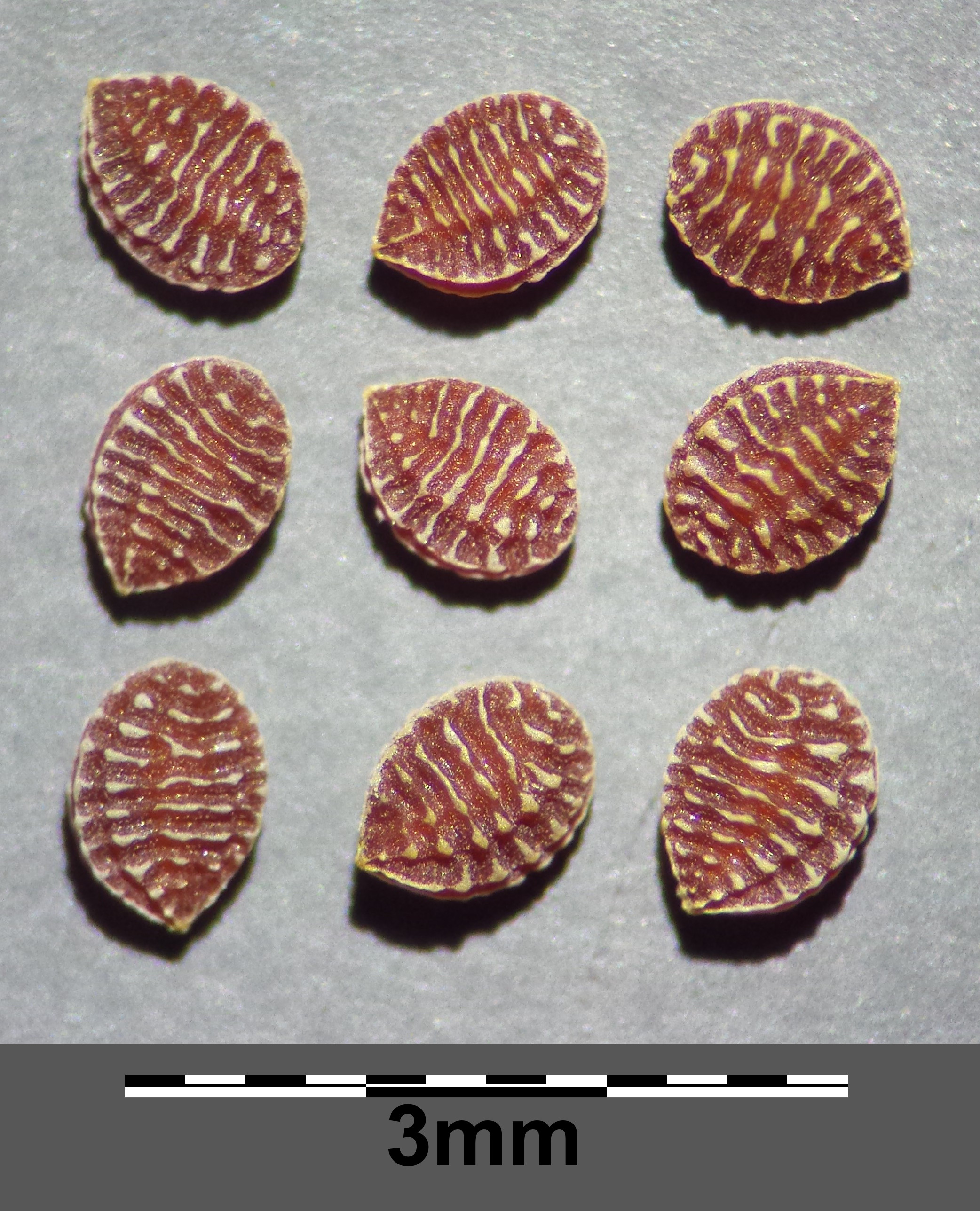
Die Samen weisen weißliche Querrippen auf.

Der Dillenius-Sauerklee ist eine einjährige bis ausdauernde krautige Pflanze. Er bildet eine Pfahlwurzel. Der Stängel ist aufrecht, meist unten reich verzweigt, seltener einfach und an den Knoten nicht bewurzelt. Die Internodien sind im oberen Teil des Stängels abschnittsweise stark verkürzt, so dass die meist grünen, selten rötlichen oberen Laubblätter gegenständig oder quirlständig stehen. Stängel, Blätter und Blütenstiele besitzen durch die Vielzahl einzelliger, ausschließlich aufwärts anliegender Haare (Trichome) ein graugrünes Aussehen (u. a. darin unterscheidet sich Oxalis dillenii von Oxalis stricta). Die Nebenblätter sind sehr schmal und mit dem Blattstiel verwachsen.
Die Blütezeit reicht von Juli bis Oktober.
Die Kapselfrucht ist meist 15 bis 20 (10 bis 30) mm lang und mit zahlreichen, nach unten anliegenden, einzelligen Haaren und wenigen bis zahlreichen, abstehenden, mehrzelligen Gliederhaaren ausgestattet. Die braunen Samen besitzen an ihren Querrippen deutlich erkennbare weiße Linien.
Die Chromosomenzahl beträgt 2n = 18, 20, 22 oder 24.

## Vorkommen
Der Dillenius-Sauerklee ist ursprünglich in den östlichen USA und im angrenzenden Kanada beheimatet. 
Nach Europa wurde er vermutlich im 19. Jahrhundert über den Mittelmeerraum eingeschleppt. Heute kommt sie als Neophyt in Albanien, Österreich, Großbritannien, der ehemaligen Tschechoslowakei, Dänemark, Frankreich, Italien (mit Sardinien) und dem ehemaligen Jugoslawien vor. In Deutschland wurde sie zuerst 1961 in Berlin und 1962 in Darmstadt nachgewiesen. In Deutschland ist der Dillenius’ Sauerklee heute noch neben Berlin an einigen Fundorten in Hessen und auch in Rheinland-Pfalz und im Saarland sowie in Baden-Württemberg zu finden.
Der Dillenius-Sauerklee braucht nährstoffreichen, mäßig trockenen bis frischen Boden. Im Ursprungsgebiet ist er in Prärien, lichten Eichenwäldern und in Unkrautgesellschaften zu finden. In Europa findet man ihn in Unkrautgesellschaften, an Wegrändern, in Hackfruchtgesellschaften des Verbands Polygono-Chenopodion, auf Friedhöfen, in Gärten und in lückigen Parkrasen in Gesellschaften des Verbands Cynosurion; selten wächst er auch auf Äckern.
Die ökologischen Zeigerwerte nach Landolt et al. 2010 sind in der Schweiz: Feuchtezahl F = 2+ (frisch), Lichtzahl L = 4 (hell), Reaktionszahl R = 3 (schwach sauer bis neutral), Temperaturzahl T = 4+ (warm-kollin), Nährstoffzahl N = 4 (nährstoffreich), Kontinentalitätszahl K = 2 (subozeanisch).